# The Stems
The Stems sono un gruppo musicale australiano di genere garage punk, fondato da Dom Mariani a Perth (Australia Occidentale) alla fine del 1983.
Il gruppo è fortemente influenzato dal garage rock degli anni '60 e dal power pop degli anni '70.

## Storia
La band si sciolse nell'agosto del 1987 e si riformò nel 2003, pubblicando un album nel 2007.
Sebbene il gruppo si fosse nuovamente sciolto nell'ottobre del 2009, dal 2013 gli Stems sono tornati in attività concertistica.

## Formazione
- Dom Mariani – voce, chitarra (1983–1987, 2003–2009, 2013-present)
- Richard Lane – voce, chitarra, keyboards, harmonica (1983–1987, 2003–2009) (morto nel maggio 2020)
- Gary Chambers – batteria (1983–1986)
- Julian Matthews – basso, voce (1984–1987, 2003–2009, 2013-presente)
- David Shaw – batteria, percussioni, voce (1986–1987, 2003–2009, 2013-presente)
- John Shuttleworth – basso (1984)
- Ashley Naylor; chitarra, voce (2013–presente)
- Davey Lane; chitarra, voce, tastiera, armonica (2017–presente)